# Гуріал чорнодзьобий
Гуріал чорнодзьобий (Pelargopsis melanorhyncha) — вид сиворакшоподібних птахів родини рибалочкових (Alcedinidae).

## Поширення
Ендемік Індонезії. Поширений на острові Сулавесі та на дрібних сусідніх островах. Населяє мангрові ліси, прибережні регіони, багаті чагарниками, болота та лісисті русла річок.

## Опис
Птах  близько 35 сантиметрів завдовжки. Вага самців близько 184 г, самиць — близько 203 г. Між статями немає статевого диморфізму. В обох статей голова, шия, горло, груди, живіт і спина кремового кольору, лише лоб і смуга очей затемнені до сіро-чорного. Крила і кермове пір'я темно-коричневі, іноді переливаються злегка блакитними. Міцний довгий дзьоб чорний, райдужка темно-коричнева, ноги та ступні темно-червонувато-коричневі.